# Chaos (rodzaj)
Chaos – rodzaj ameb należących do supergrupy Amoebozoa w klasyfikacji Cavaliera-Smitha.
Należą tutaj następujące gatunki:
- Chaos carolinense (Wilson 1900) King et Jahn 1948[3]
- Chaos illinoisense (Kudo 1950) Goodkov, Smirnov et Skovorodkin 1999[3]
- Chaos nobile (Penard 1902) Bovee et Jahn 1973[3]
- Chaos glabrum Smirnov et Goodkov 1997[3]